# Miriam Fried
Miriam Fried (Satu Mare, Romania, 9 de setembre de 1946) és una violinista i pedagoga clàssica israeliana d'origen romanès.

## Biografia
Miriam Fried va néixer a Satu Mare, Romania, però es va traslladar amb la seva família a Israel quan tenia 2 anys.
La seva família es va establir a Hertsliyya. La seva mare era professora de piano. Miriam va començar inicialment a estudiar piano, però quan tenia vuit anys va escollir definitivament el violí com a instrument. Els seus estudis a Tel-Aviv amb Alice Fenyves van continuar amb el seu germà Lorand Fenyves a Ginebra, i més tard amb Josef Gingold a la Universitat d'Indiana i Ivan Galamian a la Juilliard School de Nova York.
El 1968 va guanyar el Concurs Paganini a Gènova i el 1971 el Concurs de Música Reina Elisabet a Brussel·les.
Miriam Fried és la dedicatària i primera intèrpret del Concert per a violí de Donald Erb. Altres compositors que han escrit obres per a ella han estat Ned Rorem i Alexander Boskovich.
Ha enregistrat completes les Sonates i Partites per a violí de Johann Sebastian Bach i ha enregistrat dues vegades el Concert per a violí de Sibelius.
Toca un Stradivarius de 1718 que es creu que havia estat propietat de Louis Spohr i també de Regina Strinasacchi, per a qui Wolfgang Amadeus Mozart va escriure la seva Sonata en Si bemoll K. 454.
Ha estat directora artística i presidenta de la facultat de l'Institut Steans per a Joves Artistes, del Festival Ravinia, des de 1993. Va ser membre del Quartet de Corda Mendelssohn. És membre de la facultat del Conservatori de Nova Anglaterra. Va ser professora de violí a la Jacobs School of Music de la Universitat d'Indiana. Entre els seus estudiants es troben Pekka Kuusisto i Nancy Zhou.
Imparteix classes magistrals a nivell internacional. Les seves classes magistrals estan disponibles en línia a l'Acadèmia iClassical, un web per al qual també ha creat una sèrie d'estudis en profunditat de les Sonates i Partitas de Bach per a violí solista.
Està casada amb el violinista i violista Paul Biss, fill de la violoncel·lista d'origen rus Raya Gárbuzova. Els seus fills són el pianista Jonathan Biss, amb qui toca sovint, i el senador de l'Estat d'Illinois, Daniel Biss.